# Erioptera (Erioptera) flavata
Erioptera (Erioptera) flavata is een tweevleugelige uit de familie steltmuggen (Limoniidae). De soort komt voor in het Palearctisch gebied.